# Alberto Ferrari
Alberto Ferrari (* um 1960 in Mailand) ist ein italienischer Fernsehregisseur und Drehbuchautor.

## Leben
Ferrari begann sein Wirken 1983 am „Piccolo Teatro di Milano“ als Regisseur von Theaterstücken und arbeitete Ende der 1990er Jahre erstmals für das Fernsehen. Sein erster Kinofilm Tra due donni nach einem Roman von Vittorio Imbriani entstand 2001. Mit dem Komikerduo Ale e Franz arbeitete Ferrari für alle Medienformen zusammen. Lang anhaltenden Erfolg hat er mit der zehn Jahre lang gelaufenen Serie Distretto di polizia.
1994 gründete Ferrari das „Teatro Libero“ in seiner Heimatstadt.

## Filmografie (Auswahl)
- 2001: Tra due donni
- 2005: La terza stella